# Behaeddin Shakir
Behaeddin Shakir o Bahaeddin Shakir (en turco otomano: بهاءالدین شاکر‎: ; turco: Bahattin Şakir; Constantinopla, 1874 – 17 de abril de 1922) era un político otomano. Fue miembro fundador  del Comité de Unión y Progreso (CUP) y director del Shuraï-Ummett, un diario que apoyaba al Comité. Durante la Primera Guerra Mundial  fue parte de la conducción del Teşkilât-ı Mahsusa (en español: 'Organización Especial', organismo que participó en la eliminación de la comunidad armenia que habitaba dentro del Imperio Otomano). Al final de aquella guerra fue detenido junto a otros miembros del CUP, primero por orden de una Corte Marcial Otomana y posteriormente por el Gobierno Británico. Fue entonces enviado a Malta quedando pendientes esos procesos militares por crímenes de lesa humanidad, los cuales nunca fueron materializados, posteriormente fue intercambiado por Gran Bretaña por rehenes mantenidos por fuerzas nacionalistas turcas.

## Genocidio armenio
Behaeddin Shakir era una figura central del Teşkilat-i Mahsusa (Organización Especial) y ha sido descrito como «uno de los arquitectos del Genocidio armenio». Esto es a veces utilizado como prueba de un genocidio organizado por el estado utilizando el Tehcir (deportaciones). Halil Berktay, historiador turco, dice que los administradores locales que objetaban a Behaeddin Shakir las órdenes de deportación eran arrestados. Los disidentes eran normalmente reemplazados por partidarios más duros; a veces dos veces si la sustitución no daba los resultados esperados por Shakir.
En el otoño de 1919, la Federación Revolucionaria Armenia (FRA) decidió castigar los ejecutores del Genocidio armenio. En el marco de la Operación Némesis, Aram Yerganian y Arshavir Shirakian fueron asignados a la tarea de ajusticiar a Cemal Azmi y Shakir quienes se encontraban en Berlín. El 17 de abril de 1922, Arshavir Shirakian y Aram Yerganian encontraron a Azmi y Shakir quienes estaban caminando junto a sus familias en la calle Uhlandstrasse. Shirakian logró matar únicamente a Azmi y herir a Shakir. Aram Yerganian corrió inmediatamente después tras Sakir y lo mató con un disparo en su cabeza. Los ajusticiadores nunca fueron detenidos.